# En medio de ninguna parte
En medio de ninguna parte es la segunda novela del premio Nobel de literatura sudafricano J. M. Coetzee publicado en 1977 con el título de In the heart of the Country.
El libro se presenta como una suerte de diario de una mujer que se ha quedado soltera, que vive en una perdida granja del desierto africano, y cuyo único trato es con su padre y empleados. En la obra, la protagonista repetidamente narra de forma obsesiva algunos hechos pero cambiando detalles significativos.